# Earl Cairns

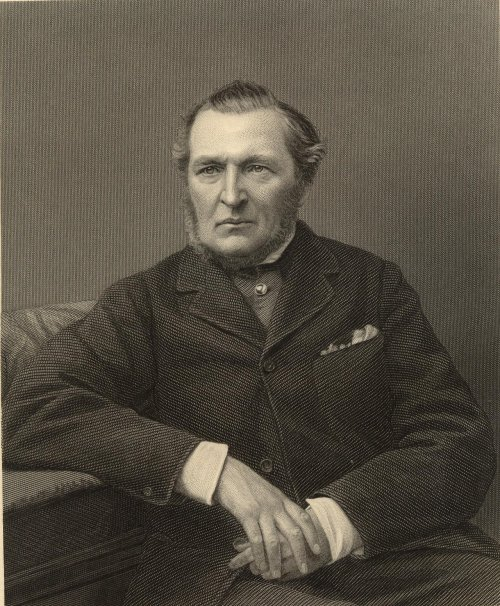
Hugh McCalmont Cairns, 1. Earl Cairns

Wappen der Earls Cairns

Earl Cairns ist ein erblicher britischer Adelstitel in der Peerage of the United Kingdom.
Familiensitz der Earls ist Bolehyde Manor in Alington bei Chippenham in Wiltshire.

## Verleihung und nachgeordnete Titel
Der Titel wurde am 27. September 1878 für den Juristen und konservativen Politiker Hugh Cairns geschaffen. Dieser war seit 1874 Lordkanzler, ein Amt, das er bereits 1868 innegehabt hatte. Er sollte bis 1880 im Amt bleiben.
Gleichzeitig mit der Earlswürde würde ihm der nachgeordnete Titel Viscount Garmoyle, of Garmoyle in the County of Antrim, verliehen. Bereits am 27. Februar 1867 war ihm der fortan ebenfalls nachgeordnete Titel Baron Cairns, of Garmoyle in the County of Antrim, verliehen worden. Beide Würden gehören ebenfalls zur Peerage of the United Kingdom.

## Liste der Earls Cairns (1878)
- Hugh McCalmont Cairns, 1. Earl Cairns (1819–1885)
- Arthur William Cairns, 2. Earl Cairns (1861–1890)
- Herbert John Cairns, 3. Earl Cairns (1863–1905)
- Wilfred Dallas Cairns, 4. Earl Cairns (1865–1946)
- David Charles Cairns, 5. Earl Cairns (1909–1989)
- Simon Dallas Cairns, 6. Earl Cairns (* 1939)

Titelerbe (Heir Apparent) ist der älteste Sohn des jetzigen Earls, Hugh Sebastian Frederick Cairns, Viscount Garmoyle (* 1965).